# Michael Tonsor
Michael Tonsor (Ingolstadt, Baviera, 1540/1546 - 1605/1607) fou compositor, mestre de capella i organista alemany.
En la seva època assolí gran anomenada com a organista i compositor de música religiosa i fou cantor de l'església de la Santa Verge de la seva ciutat natal (1566) i organista de la de Sant Jordi de Dünkelsbühel (1570-90).
De Tonsor es publicaren les obres següents:
- Selecta quaedam cantines sacrae 5 voc. (1570);
- Sacrae cantiones plane novae 4,5 et plur. voc. (1573);
- Fasciculus cantionum acclesiasticae 5 et 6 voc. (1605);

Commer, en el volum XV de la seva Musica sacra, reproduí dos motets a 5 veus de Tonsor.